# 7497 Guangcaishiye
7497 Guangcaishiye eller 1995 YY21 är en asteroid i huvudbältet som upptäcktes den 17 december 1995 av Beijing Schmidt CCD Asteroid Program vid Xinglong-observatoriet. Den är uppkallad efter Guangcai Shiye.
Asteroiden har en diameter på ungefär 5 kilometer och den tillhör asteroidgruppen Nysa.